# David Plummer
David Edward Plummer (Norman, 9 ottobre 1985) è un ex nuotatore statunitense specializzato nel dorso, medaglia di bronzo nei 100 m dorso ai Giochi olimpici di Rio de Janeiro 2016.

## Palmarès
- Giochi olimpici

Rio de Janeiro 2016: oro nella 4×100m misti e bronzo nei 100m dorso.
- Mondiali

Shanghai 2011: oro nella 4×100m misti.
Barcellona 2013: argento nei 100m dorso.
- Mondiali in vasca corta

Dubai 2010: oro nella 4×100m misti.